# Голдберг, Айзек
Айзек Голдберг (англ. Isaac Goldberg; 1 ноября 1887, Бостон — 14 июля 1938, Бруклайн, штат Массачусетс) — американский критик, музыковед, литературовед, журналист, переводчик.
Родился в еврейской семье. Окончил Гарвардский университет со специализацией по испанской и португальской литературе, в 1912 г. там же защитил диссертацию по драматургии Хосе Эчегарая. В годы Первой мировой войны работал в Европе как корреспондент газеты Boston Evening Transcript. В дальнейшем на протяжении всей жизни сотрудничал с различными изданиями, был литературным редактором журнала American Freeman (1923—1932) и музыкальный обозревателем журнала American Mercury (1930—1932), последние полгода жизни колумнист Еврейского телеграфного агентства.
В 1920 г. выпустил книгу «Очерки по испаноамериканской литературе» (англ. Studies in Spanish-American literature; испанский перевод 1922, переиздание 1968), за которой последовало множество других. В области испанской и португальской литературы, первоначальной специальности Голдберга, он опубликовал монографию «Бразильская литература» (англ. Brazilian literature; 1922, переиздания 1975, 1978), книги о Сервантесе (1923) и Камоэнсе (1924), составил сборник бразильских сказок (1924) и антологию мексиканской поэзии в английских переводах (1925); из другой иностранной литературы посвятил также популярные книги творчеству Данте и Рабле. Две книги посвятил Голдберг жизни и творчеству Г. Л. Менкена, ещё две — его ближайшему сподвижнику Джорджу Жану Натану, напечатал также очерк «По как литературный критик» (англ. Poe as a literary critic).
В области музыковедения Голдберг известен, прежде всего, как автор первой биографии Джорджа Гершвина (англ. George Gershwin. A study in American music; 1931, переиздание 1958), заложившей основу для всех последующих биографических сочинений о композиторе. Несколько книг Голдберг посвятил дуэту Гилберт и Салливан, среди других его работ о музыке — книга «Джаз. Что это такое и как его понимать» (англ. Jazz music. What it is and how to understand it; 1927).
Голдбергу принадлежит также несколько популярных книг о половой жизни и биография Хэвлока Эллиса.
Многочисленные переводы Голдберга включают ряд произведений на идише, в том числе три книги Давида Пинского, драмы Шолома Аша «Бог мести» и Переца Гиршбейна «Пустая корчма». Перевёл также серию эссе Реми де Гурмона.